# بام میان‌مغز
بام میان‌مغز یا سقف مغز میانی (به انگلیسی: Tectum of midbrain) در قسمت پشتی میان‌مغز قرار دارد و عهده‌دار پردازش اطلاعات بصری است.
ساختارهای اصلی بام عبارتند از: برجستگی‌های زبرین و برجستگی‌های زیرین که مانند چهار برآمدگی در سطح ساقه مغز دیده می‌شود. بر جستگی‌های زبرین در دستگاه بینایی نقش دارد. در پستانداران، این ساختارها در اصل در بازتاب‌ها و واکنش‌های دیداری نقش دارند.

## نگارخانه

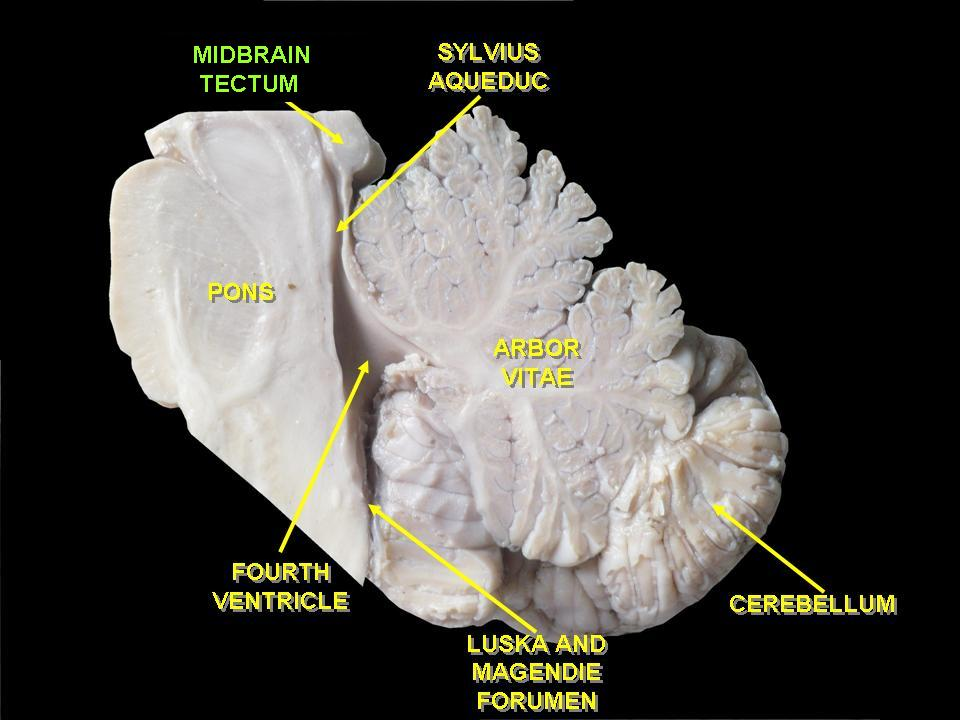